# Germans Bay
Germans Bay är en vik i Montserrat (Storbritannien). Den ligger i parishen Saint Anthony, i den södra delen av Montserrat.